# Disney Universe
Disney Universe (рус. Дисней: Мир Героев) — видеоигра жанра action-adventure, разработанная компанией Eurocom и изданная Disney Interactive Studios. Игра выпущена на платформах PlayStation 3, Xbox 360 и Wii, а также на персональный компьютер. Особенностью игры считается большое количество персонажей из полнометражных мультфильмов и художественных фильмов студий Disney и Pixar.

## Геймплей
Игровой процесс напоминает LEGO-игры (такие как LEGO Star Wars и LEGO Pirates of the Caribbean) или LittleBigPlanet, с несколькими заметными изменениями. Игра поддерживает совместное прохождение до четырёх игроков локально или по сети. Игра проходит в шести различных мирах, разделённых на три части каждый. Основной целью является решение всех головоломок на уровне и поиск спрятанных предметов. Ключевой особенностью игры является возможность кооперативного прохождения уровней, когда для продвижения по уровням необходимы слаженные действия всех игроков, а конечный результат зависит исключительно от уровня взаимопонимания в команде, что особенно непросто, когда игроки изначально способны всячески вредить друг другу, а многочисленные враги активно пытаются препятствовать прохождению, нападая на игроков или воздействуя на игровые элементы.
Каждый из игроков облачается в костюмы разнообразных персонажей из общеизвестных произведений корпорации Disney, таких как:
| - Алиса в Стране чудес - Трон: Наследие - Корпорация монстров - Лило и Стич - Русалочка - Аладдин - Король Лев - Микки Маус - Робин Гуд - Пираты Карибского моря - Питер Пэн | - Спящая красавица - Принцесса и лягушка - 101 далматинец - Золушка - Белоснежка и семь гномов - Геркулес - Книга джунглей - Рапунцель: Запутанная история - ВАЛЛ-И - В поисках Немо - Кошмар перед Рождеством | - Финес и Ферб - Маппеты |

### Миры
Основная версия игры Disney Мир героев включает шесть миров, созданных по мотивам анимационных и художественных фильмов Disney и Disney/Pixar, включая такие картины, как
- «Корпорация монстров»
- «Король Лев»
- «Аладдин»
- «Алиса в Стране Чудес»
- «ВАЛЛ-И»
- Киносага «Пираты Карибского моря».

Коллекции миров и костюмов в версиях игр для Playstation 3 и X-Box 360 пополняются новинками, которые доступны для скачивания:
- «Кошмар перед Рождеством»
- «Финес и Ферб»
- «Питер Пэн»

В марте 2012 года стали доступны костюмы на тему «Маппеты», «Книга джунглей» и Диснеевские злодеи.
Каждый мир состоит из трех зон, которые, в свою очередь, делятся на три уровня. Таким образом, чтобы пройти один мир Disney, игроку необходимо преодолеть девять уровней.

## Отзывы
| Сводный рейтинг | Сводный рейтинг | Сводный рейтинг |
| Издание         | Оценка          | Оценка          |
| Издание         | PS3             | Xbox 360        |
| --------------- | --------------- | --------------- |
| GameRankings    | 72,27 %         | 67,64 %         |